# Carlo Battel
Carlo Battel (* 6. Mai 1972 in Bolzano Novarese) ist ein italienischer Skibergsteiger.
Mit dem Skibergsteigen fing er 1993 an und nahm im selben Jahr auch an seinem ersten Wettkampf teil, der Trofeo Cemin. Seit 2002 ist er Mitglied in der italienischen Nationalmannschaft Skibergsteigen.

## Erfolge (Auswahl)
- 2002:
  - 1. Platz bei der Italienischen Meisterschaft Skibergsteigen
  - 3. Platz bei der Weltmeisterschaft Skibergsteigen

- 2003: 9. Platz Europameisterschaft Skibergsteigen Team mit Jean Pellissier

- 2004:
  - 2. Platz bei der Weltmeisterschaft Skibergsteigen Team mit Jean Pellissier
  - 2. Platz bei der Weltmeisterschaft Skibergsteigen Staffel (mit Graziano Boscacci, Martin Riz und Guido Giacomelli)

- 2005: 5. Platz Europameisterschaft Skibergsteigen Team mit Jean Pellissier

- 2006: 6. Platz bei der Weltmeisterschaft Skibergsteigen Team mit Jean Pellissier

### Pierra Menta
Bei der Pierra Menta:
- 2001: 5. Platz mit Omar Obrandi
- 2004: 4. Platz mit Jean Pellissier

### Trofeo Mezzalama
Bei der Trofeo Mezzalama:
- 2001: 3. Platz mit Enrico Pedrini und Franco Nicolini